# Drosera subtilis
Drosera subtilis är en sileshårsväxtart som beskrevs av N.Marchant. Drosera subtilis ingår i släktet sileshår, och familjen sileshårsväxter.
Artens utbredningsområde är:
- Northern Territory, Australien.
- Coral Sea Islands.
- Queensland.

Inga underarter finns listade i Catalogue of Life.